# Zielkowice
Zielkowice – wieś w Polsce, położona w województwie łódzkim, w powiecie łowickim, w gminie Łowicz.
| SIMC    | Nazwa      | Rodzaj    |
| ------- | ---------- | --------- |
| 0730603 | Czajki     | część wsi |
| 0730610 | Kępy       | część wsi |
| 0730626 | Stara Wieś | część wsi |
| 0730632 | Za Koleją  | część wsi |
| 0730649 | Za Rzeką   | część wsi |

Nazwa wsi powstała od nazwy osobowej "Żelek" lub "Zielek". Miejscowość została założona na starym szlaku handlowym prowadzącym z Łowicza do Rawy Mazowieckiej. W 1359 roku w dokumentach odnajdujemy pierwszą wzmiankę w dokumencie księcia Siemowita III, który potwierdzał dobra arcybiskupstwa gnieźnieńskiego. W 1404 roku wieś została włączona na uposażenie parafii św. Ducha (Kolegiata Łowicka). Mieszkańcy mieli obowiązek utrzymywania okolicznych mostów i grobli pobliskiej rzeki Zielkówki.
Wieś duchowna Zelkowice położona była w drugiej połowie XVI wieku w powiecie sochaczewskim ziemi sochaczewskiej województwa rawskiego. Zielkowice były wsią klucza kompińskiego arcybiskupów gnieźnieńskich, od 1579 roku własność Łowicza.
Słownik Geograficzny Królestwa Polskiego z r. 1880 tak opisuje wieś:

Wieś nad rzeką Zielkówką, pow. Łowicki, gm. Kompina, par. Łowicz. Leży o 2 włóki na płd-wsch. od Łowicza, przy linii drogowo-żelaznej warszawsko-wiedeńskiej, ma 62 dm. 488 mk, 1420 mr (w tem 803 past. i 133 nieuż.) Szpital św. Tadeusza w Łowiczu posiada tu 60 mr. ziemi (dawne wójowstwo), z których pobiera tzw. kanon. Szkoła początkowa istniała tu pod opieką wikariuszów kolegiaty w r. 1835 i następnych. W 1827 było tu 55 dm. 352 mk. Dnia 2 maja 1532 r. arcyb. Drzewicki w porozumieniu się z kapitułą metropolitalną naznacza komisyję do rozgraniczenia wsi stołu swego Myślaków i Zielkowice do wsi kapituły łowickiej Łupia (dziś Arkadya). W 1601 r. prymas Karnkowski opatrzył większem uposażeniem bractwo miłosierdzia i szpital dla kalek w Łowiczu, nadawszy im włókę ziemi w Zielkowicach za własne pieniądze nabytą. W 1579 d. 5 sierpnia wieś ta została nadana miastu Łowiczowi przez Jakuba Uchańskiego, arcybiskupa w zamian za wieś Zagórze a postanowieniem królewskim w roku 1825 włączona została do księstwa łowickiego za opłatą rocznego czynszu do kasy miasta Łowicza zł 4924 gr. 21. Zielkowice wypuszczono w dzierżawę. Mieszkańcami wsi mogli być tylko katolicy. W 1745 r. zaprojektowano, a w 1761 r. arcybiskup Aleksander Łubieński postanowił, ażeby dochody z karczmy, z robocizny, za owies, siano i różne powinności obracano wyłącznie na utrzymanie bruków, dróg i mostów miejskich w Łowiczu. Włościanie z obowiązku oczyszczali ulice miasta. W 1579 r. było 14 włók roli, czynsz płacono od każdej włóki po 1 zł i 2 kapłony na św. Marcina; na święta wielkanocne po 2 kury, po 20 jaj i po 2 sery a płacili jeszcze w innych terminach podobnież daniny. Role są piaszczyste, po części sapowate, rudawe (żelaziste). W r. 1807 gromada zapłaciła pańszczyzny z tej wsi, na mocy kontraktu dzierżawy z r. 1806, zł 3210 i z propinacji zł 903, za kury i jaja zł 306. R.O.

W latach 1975–1998 miejscowość administracyjnie należała do województwa skierniewickiego.
W Zielkowicach znajduje się cmentarz mariawicki z początku XX wieku.